# Lower Kinsham
Lower Kinsham är en by i civil parish Kinsham, i grevskapet Herefordshire, i England. Byn är belägen 15 km från Leominster. Lower Kinsham var en civil parish 1866–1886 när blev den en del av Kinsham. Civil parish hade 28 invånare år 1881.